# Sebastian Tromp
Sebastiaan Peter Cornelis Tromp (Ubbergen, 16 marzo 1889 – Roma, 8 febbraio 1975) è stato un presbitero, teologo e latinista olandese dell'Ordine dei Gesuiti.
È noto soprattutto per aver assistito Pio XII nella redazione dele sue encicliche e papa Giovanni XXIII nella preparazione del Concilio Vaticano II. Fu assistente del cardinale Alfredo Ottaviani durante il Concilio e professore di teologia cattolica alla Pontificia Università Gregoriana dal 1929 al 1967.

## Biografia

### Famiglia
Sebastian Tromp nacque nel marzo del 1889, primo figlio di Cornelis Gerardus Tromp (in tedesco:  Kornelius Gerhard Tromp), insegnante nei Paesi Bassi, e di Maria Catherina Lörper. Sua madre proveniva da una famiglia tedesca espatriata, espulsa durante il Kulturkampf.
Dopo il diploma di scuola superiore nel 1907, Tromp entrò nella Compagnia di Gesù al Canisius College di Nijmegen. Studiò nel noviziato di Mariëndaal e proseguì con un triennio di studi filosofici a Oudenbosch. Eccellente latinista, nel 1921 conseguì il dottorato in lingue classiche all'Università di Amsterdam. Ricevette gli ordini sacri l'8 ottobre 1922 e divenne così sacerdote gesuita; nel 1926 completò gli studi teologici presso la Pontificia Università Gregoriana, specializzandosi in teologia fondamentale
Dal 1926 al 1929, Tromp insegnò come professore di latino, greco e teologia fondamentale presso il Theologicum dell'Ordine dei Gesuiti a Maastricht. Nello stesso anno fu trasferito presso la Pontificia Università Gregoriana, dove fino al 1965 fu docente di teologia fondamentale e storia della religioni.
Tromp attirò rapidamente l'attenzione e nel 1936 fu nominato consultore del Sant'Uffizio. Già nel 1937 aveva intuito i rischi del nazismo, traducendo e riferendo l'enciclica Mit brennender Sorge del 1937 contro gli errori e i pericoli dello Stato nazionalsocialista. Nominato visitatore apostolico, si recò in visita dai professori dei principali seminari olandesi e dell'Università cattolica di Nimega (nel '39), alla fine della Seconda guerra mondiale e nel 1955.[1] Lo scopo di queste visite era di esporre l'insegnamento delle proposizioni teologiche neomoderniste, in particolare quelle direttamente condannate nell'enciclica Pascendi dominici gregis del 1907. Egli subì alcune critiche per lo zelo con cui portò avanti questi esami.
Tromp fu consigliere pontificio ed è considerato uno dei coautori dell'enciclica Mystici Corporis di Pio XII. Poco tempo prima della pubblicazione dell'enciclica, Tromp diede alle stampe il volume intitolato De Spiritu Sancto anima corporis mystici (Gregorian University Press, Roma 1935), unitamente ad un altro articolo seminale del teologo Louis Jean Bouyer del 1948, intitolato Où en est la théologie du Corps mystique?
Nel 1951, Tromp fu nominato membro dell'Accademia reale delle scienze del Belgio e membro corrispondente dell'Accademia reale olandese delle scienze.
Sebbene i teologi progressisti disprezzassero la sua ortodossia dottrinale, non era un accademico privo di senso dell'umorismo e divenne un predicatore molto amato durante le riunioni annuali del seminario minore di Rolduc. Ebbe anche una vera personalità pastorale, aiutando diverse coppie a ottenere l'annullamento dei loro precedenti matrimoni celebrati in Vaticano; anche gli annullamenti validi erano spesso respinti come empi e peccaminosi nella rigida atmosfera cattolica delle parrocchie olandesi prima del 1960.

### Concilio Vaticano II
Al Concilio Vaticano II, Tromp prestò servizio come segretario della Commissione teologica preparatoria su specifica richiesta di papa Giovanni XXIII. Successivamente, fu membro della Commissione teologico-dottrinale diretta dal cardinale Alfredo Ottaviani di cui fu segretario dalla fine di ottobre del 1963. I suoi schemi preparatori furono accantonati, dopoché alcuni padri conciliari dell'Europa occidentale si appellarono a Roncalli per un dibattito libero e totale su tutte le questioni. Karl Rahner considerava Tromp un formidabile avversario teologico durante i dibattiti conciliari e affermava con delicatezza:
(Rahner, Karl (1984), Bekenntnisse: Rückblick auf 80 Jahre (in German), Munich: Herold)
Fu anche membro di altre commissioni individuali, come quella mista che redasse la costituzione Dei verbum. Svolse un ruolo chiave nella formulazione subsistit in.
Tromp scrisse un diario conciliare in latino, redatto meticolosamente.

### Ratzinger e Tromp
Tromp incontrò anche altri oppositori. Al Concilio, Karl Rahner fu affiancato da Joseph Ratzinger (il futuro Papa Benedetto XVI), Alois Grillmeier, Otto Semmelroth e Hans Küng, tutti collaboratori dei cardinali tedeschi Josef Frings di Colonia e Julius Döpfner di Monaco e Frisinga. Alcuni di loro si opposero agli schemi elaborati dalla commissione preparatoria di Ottaviani e Tromp, e quando il gruppo ottenne l'accantonamento di questi schemi, ciò significò che i Padri conciliari non avevano più alcuna base scritta di lavoro e, di conseguenza, che i vescovi non avevano alcuna struttura, strategia o agenda su cui fare affidamento.
Ratzinger si oppose a questa mossa radicale del gruppo di Rahner, ritenendo che essa facesse di fatto deragliare il Concilio. Nelle sue memorie, egli presenta una visione equilibrata degli schemi di Tromp:
(Ratzinger, Joseph (1998), Milestones: Memoirs 1927–1977, Ignatius Press, ISBN 0-89870-702-1)
Fu consigliere pontificio ed è considerato uno dei coautori dell'enciclica Mystici Corporis di Pio XII.

### Mariologia
Prima del Concilio Vaticano II, Tromp si confrontò con Gabriele Roschini sul ruolo della Vergine Maria nel Corpo mistico di Cristo.
Roschini dimostrò che numerosi scrittori, a partire da Radulfus Ardens (†1200), usarono la metafora del "collo" per indicare il ruolo di Maria, e che anche il riformatore protestante Giovanni Ecolampadio utilizzò questa immagine per descrivere Maria col titolo di Mediatrice di tutte le grazie: il collo fu usato nel corso dei secoli come allegoria della comunicazione vitale all'interno del corpo. Roschini citava Bernardino da Siena (morto nel 1444): 
Anche papa Pio X considerava il collo come l'immagine migliore, secondo quanto osservò nella sua enciclica Ad diem illum del 1904.
Tromp, tuttavia, riteneva, che l'immagine migliore fosse il cuore, la parte superiore di tutti gli organi del corpo. In sua difesa, citò Tommaso d'Aquino e papa Leone XIII. Secondo Tromp, il cuore, essendo per tanti aspetti incomparabile con le altre parti del corpo, indicherebbe opportunamente il fatto che nessun membro della Chiesa può essere paragonato a Maria. Il cuore è consustanziale alla testa e al corpo, proprio come la natura umana di Maria partecipava della natura umana di Cristo e delle membra del suo Corpo. Tromp concludeva che, a causa del suo amore materno per Cristo e per tutte le membra del suo Corpo, ella merita di essere identificata con il cuore.
Roschini si oppose in modo categorico. Secondo lui, il cuore ha influenza sulla testa e, data la natura divina di Cristo, che è immutabile, ciò è impossibile: 
(Bodem, Anton (1988), In Mystischer Leib, in Marienlexikon)
Nella Mystici corporis, Pio XII evitò la questione, chiamando Maria semplicemente "Madre" del Corpo mistico. Scrisse che era già madre del Capo e sotto la croce fu chiamata madre di tutte le sue parti.

## Pubblicazioni (selezione)
- De Romanorum piaculis. Leiden 1921 (dissertazione in filologia classica). OCLC 245825686
- De revelatione christiana. Rom 1929.
- De Sacrae Scripturae inspiratione. Rom 1930.
- De Spiritu Sancto, anima Corporis Mystici. Rom 1932.
- De corpore Christi mystico et actione catholica ad mentem S. Ioannis Chrysostomi. Rom 1933.
- S. Roberti Bellarmini liber de locis communibus. Rom 1935.
- Actio catholica in corpore Christi. Rom 1936.
- Corpus Christi quod est Ecclesia. 4 Bde. Rom 1937–1972.
- S. Roberti Bellarmini opera oratoria postuma. 11 Bde. Rom 1942–1969.